# Alessandro Salvi
Alessandro Salvi (Bergamo, 5 giugno 1988) è un calciatore italiano, difensore del Cittadella.

## Caratteristiche tecniche
È un terzino, che può agire su ambo le fasce, ma viene utilizzato principalmente sulla fascia destra, che può giocare anche come ala. Agli inizi di carriera giocava come centrocampista. È dotato di velocità e di abilità nel puntare l'uomo e dribblare.

## Carriera

### Gli inizi
Inizia a giocare nelle giovanili dell'Alzano Virescit, da cui si libera all'età di 16 anni a causa del fallimento della società seriana; successivamente gioca per un anno nelle giovanili del Trealbe,al suo esordio in prima squadra al termine della stagione 2004-2005 segna il suo primo gol a Castrezzato nel campionato di promozione,nella stagione 2005-2006 gioca in prima squadra, nel campionato lombardo di Prima Categoria. Nel 2006 passa poi all'AlbinoLeffe, con cui gioca per due anni con la squadra Primavera.

### Prato
Viene mandato in prestito dall'Albinoleffe nel 2008, al Prato in Lega Pro Seconda Divisione. Esordisce tra i professionisti il 31 agosto nella sconfitta casalinga per 1-0 contro la Giacomense in campionato. Nel primo anno in Toscana gioca soltanto due partite di stagione regolare più tre nei play-off, ma il prestito viene confermato anche per la stagione successiva, nella quale trova più spazio, disputando 31 gare e segnando due reti, di cui la prima in carriera il 20 settembre 2009 nel 3-3 in casa contro il Bassano Virtus in Lega Pro Seconda Divisione.

### Albinoleffe
Dopo due stagioni in prestito, il 1º luglio 2010 ritorna all'AlbinoLeffe. Esordisce con i blucelesti l'11 settembre 2010, alla quarta giornata di Serie B, in casa contro il Varese, subentrando al 78' e segnando dopo soli due minuti dall'ingresso in campo la rete del sorpasso nella vittoria in rimonta per 3-1. Nell'annata successiva chiude all'ultimo posto il campionato, retrocedendo in Lega Pro Prima Divisione. Nella stagione 2013-2014 raggiunge i play-off per la promozione in Serie B, venendo eliminato nella fase preliminare dalla Cremonese, ma accedendo comunque alla Lega Pro unica della stagione successiva. In cinque stagioni gioca 129 partite e segna due reti.

### Cittadella
Nell'estate del 2015 chiude l'esperienza all'AlbinoLeffe e si accasa al Cittadella, appena retrocesso in Lega Pro. Esordisce con i granata il 2 agosto, giocando titolare nel 1º turno di Coppa Italia, in casa contro il Potenza, sfida vinta con il risultato di 15-0. La prima in campionato la gioca invece il 6 settembre, vincendo 2-1 al Tombolato contro il Cuneo. Alla prima stagione in Veneto vince il girone A di Lega Pro, ottenendo quindi la promozione in Serie B. Nell'annata successiva ritorna a giocare dopo 5 anni tra i cadetti, riuscendo a trovare il primo gol con i cittadellesi il 3 settembre, alla seconda giornata di campionato, nella sfida casalinga con la Ternana vinta per 2-0, nella quale realizza la seconda rete al 61'.

### Palermo
Il 18 luglio 2018 passa al Palermo firmando un contratto biennale. Esordisce in maglia rosanero il 5 agosto 2018, schierato titolare nella sfida contro il Vicenza vinta per 8-7 dcr (2-2 dts) valevole per il secondo turno di Coppa Italia. L'esordio in campionato avviene il 25 agosto, alla prima giornata di Serie B disputata all'Arechi contro la Salernitana e terminata 0-0. Il 16 settembre segna il suo primo gol con i rosanero in occasione del successo per 2-1 in casa del Foggia. Chiude il campionato con 21 presenze e 2 gol.

### Frosinone
Rimasto svincolato, il 25 luglio 2019 si trasferisce ufficialmente al Frosinone firmando un contratto biennale. Il 3 luglio 2020 segna il suo primo gol con i ciociari, in occasione del successo casalingo sullo Spezia per 2-1.

### Ascoli
Il 5 agosto 2021 firma un contratto biennale con l'Ascoli.  Il 20 novembre segna la sua prima rete con i marchigiani, decidendo la vittoria in casa del Pordenone.

### Ritorno al Cittadella
Il 6 gennaio 2023 fa ritorno al Cittadella.

## Statistiche

### Presenze nei club
Statistiche aggiornate al 13 maggio 2025.
| Stagione           | Squadra            | Campionato         | Campionato | Campionato | Coppe nazionali | Coppe nazionali | Coppe nazionali | Coppe continentali | Coppe continentali | Coppe continentali | Altre coppe | Altre coppe | Altre coppe | Totale | Totale |
| Stagione           | Squadra            | Comp               | Pres       | Reti       | Comp            | Pres            | Reti            | Comp               | Pres               | Reti               | Comp        | Pres        | Reti        | Pres   | Reti   |
| ------------------ | ------------------ | ------------------ | ---------- | ---------- | --------------- | --------------- | --------------- | ------------------ | ------------------ | ------------------ | ----------- | ----------- | ----------- | ------ | ------ |
| 2008-2009          | Prato              | LP-SD              | 2+3        | 0          | CI-LP           | 0               | 0               | -                  | -                  | -                  | -           | -           | -           | 5      | 0      |
| 2009-2010          | Prato              | LP-SD              | 31         | 2          | CI+CI-LP        | 0               | 0               | -                  | -                  | -                  | -           | -           | -           | 31     | 2      |
| Totale Prato       | Totale Prato       | Totale Prato       | 33+3       | 2          |                 | 0               | 0               |                    | -                  | -                  |             | -           | -           | 36     | 2      |
| 2010-2011          | AlbinoLeffe        | B                  | 10         | 1          | CI              | 1               | 0               | -                  | -                  | -                  | -           | -           | -           | 11     | 0      |
| 2011-2012          | AlbinoLeffe        | B                  | 22         | 0          | CI              | 2               | 0               | -                  | -                  | -                  | -           | -           | -           | 24     | 0      |
| 2012-2013          | AlbinoLeffe        | LP-PD              | 29         | 0          | CI+CI-LP        | 0               | 0               | -                  | -                  | -                  | -           | -           | -           | 29     | 0      |
| 2013-2014          | AlbinoLeffe        | LP-PD              | 28+1       | 0          | CI+CI-LP        | 2+1             | 0               | -                  | -                  | -                  | -           | -           | -           | 32     | 0      |
| 2014-2015          | AlbinoLeffe        | LP                 | 31         | 1          | CI+CI-LP        | 1+1             | 0               | -                  | -                  | -                  | -           | -           | -           | 33     | 1      |
| Totale Albinoleffe | Totale Albinoleffe | Totale Albinoleffe | 120+1      | 2          |                 | 8               | 0               |                    | -                  | -                  |             | -           | -           | 129    | 2      |
| 2015-2016          | Cittadella         | LP                 | 29         | 0          | CI+CI-LP        | 3+3             | 0               | -                  | -                  | -                  | S-LP        | 2           | 0           | 37     | 0      |
| 2016-2017          | Cittadella         | B                  | 36+1       | 2          | CI              | 0               | 0               | -                  | -                  | -                  | -           | -           | -           | 37     | 2      |
| 2017-2018          | Cittadella         | B                  | 34+3       | 5          | CI              | 4               | 0               | -                  | -                  | -                  | -           | -           | -           | 41     | 5      |
| 2018-2019          | Palermo            | B                  | 21         | 2          | CI              | 2               | 0               | -                  | -                  | -                  | -           | -           | -           | 23     | 2      |
| 2019-2020          | Frosinone          | B                  | 22+5       | 1+1        | CI              | 3               | 0               | -                  | -                  | -                  | -           | -           | -           | 30     | 2      |
| 2020-2021          | Frosinone          | B                  | 28         | 2          | CI              | 0               | 0               | -                  | -                  | -                  | -           | -           | -           | 28     | 2      |
| Totale Frosinone   | Totale Frosinone   | Totale Frosinone   | 50+5       | 3+1        |                 | 3               | 0               |                    | -                  | -                  |             | -           | -           | 58     | 4      |
| 2021-2022          | Ascoli             | B                  | 25+1       | 1          | CI              | 1               | 0               | -                  | -                  | -                  | -           | -           | -           | 27     | 1      |
| 2022-gen.2023      | Ascoli             | B                  | 6          | 0          | CI              | 0               | 0               | -                  | -                  | -                  | -           | -           | -           | 6      | 0      |
| Totale Ascoli      | Totale Ascoli      | Totale Ascoli      | 31+1       | 1          |                 | 1               | 0               |                    | -                  | -                  |             | -           | -           | 33     | 1      |
| gen.-giu. 2023     | Cittadella         | B                  | 15         | 0          | CI              | 0               | 0               | -                  | -                  | -                  | -           | -           | -           | 15     | 0      |
| 2023-2024          | Cittadella         | B                  | 29         | 1          | CI              | 0               | 0               | -                  | -                  | -                  | -           | -           | -           | 29     | 1      |
| 2024-2025          | Cittadella         | B                  | 33         | 0          | CI              | 1               | 0               | -                  | -                  | -                  | -           | -           | -           | 34     | 0      |
| Totale Cittadella  | Totale Cittadella  | Totale Cittadella  | 176+4      | 8          |                 | 11              | 0               |                    | -                  | -                  |             | 2           | 0           | 193    | 8      |
| Totale carriera    | Totale carriera    | Totale carriera    | 426+14     | 18+1       |                 | 25              | 0               |                    | -                  | -                  |             | 2           | 0           | 467    | 19     |

## Palmarès

### Club

#### Competizioni nazionali
- Lega Pro: 1

Cittadella: 2015-2016 (girone A)